# Yevguenia Poliakova
Yevguenia Poliakova (Moscú, Rusia, 29 de mayo de 1983) es una atleta rusa especializada en la prueba de 60 m, en la que consiguió ser campeona europea en pista cubierta en 2009.

## Carrera deportiva
En el Campeonato Europeo de Atletismo en Pista Cubierta de 2009 ganó la medalla de oro en los 60 metros, con un tiempo de 7.18 segundos, por delante de la noruega Ezinne Okparaebo (plata con 7.21 segundos que fue récord nacional noruego) y la alemana Verena Sailer (bronce con 7.22 segundos).